# Cité Debergue
La cité Debergue est une voie située dans le quartier du Bel-Air du 12e arrondissement de Paris.

## Situation et accès
La cité Debergue est accessible par la ligne 6 aux stations Picpus ou Nation.

## Origine du nom
La cité Debergue doit son nom à un propriétaire de terrains.

## Historique
Durant les années 1980, la cité où se trouvaient de nombreux petits artisans a été restructurée afin de créer des logements d'habitation et assainir les services municipaux des égouts. Le jardin Solange-Faladé a également été créé.
Elle est classée dans la voirie de Paris par arrêté municipal du 5 janvier 2001.
La cité Debergue se terminait en impasse avant l'ouverture en 2024 de la cité Marthe-Condat.

## Bâtiments remarquables et lieux de mémoire
- Le jardin Solange-Faladé est accessible au fond de la cité.